# El Álbum Ibero-Americano
El Álbum Ibero-Americano va ser una revista publicada a Madrid entre 1890 i 1909, dirigida per Concepción Gimeno de Flaquer.

## Història
La revista va ser publicada a Madrid entre 1890 i 1909, dirigida per l'escriptora i periodista Concepción Gimeno de Flaquer. Va mantenir una línia editorial en la qual confluïen postures contradictòries, en esforçar-se en mantenir un equilibri entre les idees feministes que començaven a brollar en la societat i les tendències més tradicionals, contenint articles d'ideologia molt conservadora.
En ella van col·laborar dones com la pròpia Gimeno de Flaquer, Julia de Asensi, Carolina Coronat, Ermelinda de Ormache, Emilia Calé y Torres o Josefa Pujol de Collado, a més de moltes autores hispanoamericanes com Adela Castell, Mercedes Cabello de Carbonera, Delfina María Hidalgo. També van escriure en ella autors masculins com Gustavo Baz, Juan Pérez Zúñiga, Salvador María de Fábregues, Melcior de Palau, Salvador Quevedo y Zubieta, el «Marquès de Valmar» o el marit de la directora, Francisco de Paula Flaquer.
Va ser la continuadora a Espanya de la revista mexicana El album de la mujer, a càrrec també del matrimoni Flaquer. Aquesta segona època de la revista hauria començat el 7 d'agost de 1890 o el 7 de gener de 1891.